# Loteprednolo

Loteprednolo

Il Loteprednolo, conosciuto anche come Loteprednololo (nome commerciale, come prodotto della Bausch & Lomb, Lotemax nel quale il principio attivo è presente come Loteprednololo Etabonato), è un corticosteroide utilizzato in oftalmologia.
Il loteprednolo è infatti utilizzato nel trattamento dell'infiammazione postoperatoria successiva alla chirurgia oculare. Il Loteprednololo appartiene ad una nuova classe di corticosteroidi, definiti soft drug, caratterizzati da una potente azione antinfiammatoria, studiata per essere attiva nella zona di applicazione. Tali farmaci si basano sull'attività metabolica dell'organo interessato in modo che agiscano rapidamente e vengano velocemente metabolizzati in metaboliti inerti.
Il Loteprednolo è anche utilizzato per forme croniche di cheratite come la Cheratopatia puntata superficiale di Thygeson, la Cheratocongiuntivite, la Pinguecula e la Sclerite.
Scarsamente assorbito per via sistemica, non causa o almeno causa in misura minima l'innalzamento della Pressione intraoculare.
Il loteprednolo è stato sintetizzato a partire dal prednisolone (con il quale condivide la maggior parte della struttura). La sostituzione del gruppo chetonico del prednisolone sul C20 a favore di un estere clorometile ha permesso la sintesi del loteprednolo il quale presenta una maggiore lipofilia rispetto al prednisolone. L'aumentata lipofilia  migliora il  passaggio transcorneale del corticosteroide che in questo modo esplica più velocemente la sua attività antinfiammatoria. Questa modifica strutturale inoltre fa sì che il loteprednolo possa essere rapidamente trasformato a livello oculare in una metabolita inattivo, o comunque scarsamente attivo, con il vantaggio di presentare l'insorgenza di minori effetti avversi rispetto ad altri cortisonici.
Il loteprednolo risulta così un corticosteroide utilizzabile in particolar modo sia per le patologie riguardanti la superficie oculare sia per le infiammazioni postoperatorie, mentre è scarsamente efficace per combattere i processi infiammatori che riguardano le zone più profonde dell'occhio, come l'uvea, per le quali si preferice il betametasone ed il desametasone.